# 滝口ひかり
滝口 ひかり（たきぐち ひかり、1994年（平成6年）9月20日 - ）は、日本のアイドル。女性アイドルユニット・ゑんらのメンバー、dropの元メンバー。
千葉県出身。プラチナムプロダクション所属。千葉県立実籾高等学校卒業。

## 略歴
6人家族の長女で、芸能界入り前は短期大学に通いながら保育士を目指していた。街で男性ファッション雑誌『Samurai ELO』のスタッフに声をかけられ雑誌にスナップが載った。
2014年8月30日より、日本ツインテール協会のアイドルグループ「drop」に加入し活動しており、同年に『週刊プレイボーイ』の読者投票でグランプリを獲得し、「2000年に1人の美少女」として注目を浴びることになる。
「2000年に1人の美少女」という副題は橋本環奈に当初付けられていた「1000年に1人の美少女」の副題を元にネット上でファンによって付けられたものである。
2017年11月11日のディファ有明公演を最後に、三嵜みさとと共に「drop」を脱退した。
2018年1月14日、木乃伊みさと（三嵜みさとから改名）と、ひかりの実妹（三女）の滝口きららと新ユニット「ゑんら」の結成を発表。同年6月13日、プラチナムプロダクション所属となったことをTwitterで発表した。
2019年9月23日、千葉県警習志野警察署にて実妹の滝口きららと共に一日警察署長に任命され、新津田沼駅前のイベントに登場した。

## 人物
- 趣味は絵描き、少女漫画集め[1]、ゲーム、[10][11]。特技はスポーツ全般[1]。
- 子供の頃は漫画家になりたかった[12]。
- 家族の人数が多いこともあり、家庭が貧しかったため[13]、両親に負担をかけないよう酒屋でアルバイトをして家計を支え、母親の財布があまりにも古くなっていたので新しいのを買ってあげた。
- 家計簿をつけていたことから芸能界デビュー以降も計算、分析が得意[14] であり、「ゑんら」ではおもに運営面や金銭管理を担当している。

## 出演

### バラエティ
- 行列のできる法律相談所（2015年5月31日、日本テレビ）[15]
- ダウンタウンDX（2015年7月23日、日本テレビ）[13]
- うわっ!ダマされた大賞（2015年7月27日、日本テレビ）[16]
- 人生が変わる1分間の深イイ話（2015年8月17日、日本テレビ）[3]
- お笑いワイドショー マルコポロリ!SP（2016年5月8日、関西テレビ）
- 有田哲平と高嶋ちさ子の明日は我がミーティング（2018年3月27日、TBS）
- 中居くん決めて!（2019年2月18日、TBS）
- 木村魚拓の窓際の向こうに #270（2019年7月7日、パチンコ★パチスロTV!）

ほか多数。

### CM
- 東京海上日動 東京2020 挑戦者たち篇（2015年7月 - 、東京海上日動火災保険） - dropメンバー全員が出演。
- バンダイナムコオンライン ガンダムトライヴ（2016年11月28日 - ）

### MV
- the quiet room「Instant Girl」（2016年2月3日、murffin discs / mini muff records）[17]

### CDジャケット
- indigo la End 「Crying End Roll」（2017年7月12日）

### ネット配信
- サッカーキング（2015年 - 、ニコニコ生放送） - 火曜日レギュラー[18]

### ドラマ
- 滝口ひかり デッドエスケープ 360度VRアイドルホラー（2016年11月、360Channel） - VR動画

### オリジナルビデオ
- 仮面ライダードライブ シークレット・ミッション type TV-KUN（タイプ・てれびくん） ハンター&モンスター! 超怪盗の謎を追え（2014年、小学館） - 社長令嬢 役

## 書籍

### 写真集
- 日本ツインテール百景（2013年8月9日、マイナビ）[19]
- tackey,lucky ducky!（2016年11月18日、講談社、撮影：藤本和典）ISBN 978-4063650075

### 雑誌・ムック
- ナツ☆イチッ！ 〜この夏、輝くアイドル全員集合〜 | 週刊プレイボーイ×TOKYO IDOL FESTIVAL2016 公式BOOK（2016年7月25日、集英社） - 表紙[20]